# Hypselodoris festiva
Hypselodoris festiva (A. Adams, 1861) è un mollusco nudibranchio della famiglia Chromodorididae.

## Descrizione
Corpo di colore blu, con bordo giallo e interno del mantello a striature gialle, che nel centro talvolta formano una linea unica. Presenti chiazze nere. Rinofori di colore rosso-arancio, ciuffo branchiale di colore bianco-rosso chiaro, con striature rosse. Fino a 3 centimetri.

## Distribuzione e habitat
Questa specie è diffusa in Giappone e Hong Kong.